# Plymouth (Míchigan)
Plymouth es una ciudad ubicada en el condado de Wayne en el estado estadounidense de Míchigan. En el Censo de 2010 tenía una población de 9132 habitantes y una densidad poblacional de 1.586,09 personas por km².

## Geografía
Plymouth se encuentra ubicada en las coordenadas 42°22′17″N 83°28′3″O / 42.37139, -83.46750. Según la Oficina del Censo de los Estados Unidos, Plymouth tiene una superficie total de 5.76 km², de la cual 5.73 km² corresponden a tierra firme y (0.54%) 0.03 km² es agua.

## Demografía
Según el censo de 2010, había 9132 personas residiendo en Plymouth. La densidad de población era de 1.586,09 hab./km². De los 9132 habitantes, Plymouth estaba compuesto por el 94.15% blancos, el 1.6% eran afroamericanos, el 0.26% eran amerindios, el 2.18% eran asiáticos, el 0.02% eran isleños del Pacífico, el 0.36% eran de otras razas y el 1.42% pertenecían a dos o más razas. Del total de la población el 1.78% eran hispanos o latinos de cualquier raza.